# 조지 헨리
조지 헨리(Georgie Henley, 1995년 7월 9일 ~ )는 잉글랜드의 배우이다.

## 출연 작품
- 나니아 연대기